# بيتر هانسون (موسيقي)
بيتر هانسون هو موسيقي سويدي، ولد في 1987.

## وصلات خارجية
- بيتر هانسون على موقع ميوزك برينز (الإنجليزية)
- بيتر هانسون على موقع أول ميوزيك (الإنجليزية)
- بيتر هانسون على موقع ديسكوغز (الإنجليزية)